# John Caldwell Calhoun
John Caldwell Calhoun (anglès: John C. Calhoun)  (Abbeville, 18 de març de 1782 - Washington DC, 31 de març de 1850) va ser un polític americà, setè vicepresident dels Estats Units entre 1825 i 1832 durant les presidències de John Quincy Adams i d'Andrew Jackson i secretari d'estat (1844-45).
Nascut a Carolina del Sud, va defensar amb fermesa l'esclavitud nord-americana i va intentar protegir els interessos dels sudistes blancs. Calhoun va començar la seva carrera política com a nacionalista estatunidenc, modernitzador i defensor d'un govern federal fort i tarifes protectores. A finals de la dècada de 1820, les seves opinions van canviar radicalment i es va convertir en un dels principals defensors dels drets dels estats, el govern limitat, l'anul·lació i l'oposició als aranzels elevats. Calhoun va veure l'acceptació del Nord d'aquestes polítiques com una condició perquè el Sud romangués a la Unió. Les seves creences van influir molt en la secessió del Sud de la Unió el 1860 i el 1861. Va ser el primer dels dos vicepresidents a renunciar al càrrec, el segon va ser Spiro Agnew, que va dimitir el 1973.
Calhoun va començar la seva carrera política amb l'elecció a la Cambra de Representants el 1810. Com a líder destacat de la facció dels falcons de guerra, va donar suport fermament a la Guerra de 1812. Calhoun va servir com a Secretari de Guerra sota el president James Monroe i, en aquesta posició, va reorganitzar i modernitzar el Departament de Guerra. Va ser candidat a la presidència a les eleccions de 1824. Després de no aconseguir el suport, Calhoun va acceptar ser candidat a vicepresident. El Col·legi Electoral el va escollir vicepresident per una majoria aclaparadora. Va servir sota John Quincy Adams i va continuar amb Andrew Jackson, que va derrotar Adams a les eleccions de 1828, fent de Calhoun el vicepresident més recent dels Estats Units a servir sota dos presidents diferents.
Va tenir una relació difícil amb Jackson, principalment a causa de la crisi de l'anul·lació i l'afer Petticoat. En contrast amb els seus sentiments nacionalistes anteriors, Calhoun va recolzar enèrgicament el dret de Carolina del Sud a anul·lar la legislació aranzelària federal que creia que afavoria injustament el Nord, cosa que el va posar en conflicte amb unionistes com Jackson. El 1832, a només uns mesos per al seu segon mandat, Calhoun va dimitir com a vicepresident i va ser elegit al Senat. Va buscar la nominació del Partit Demòcrata per a la presidència el 1844, però va perdre davant el candidat sorpresa James K. Polk, que va guanyar les eleccions generals. Calhoun va exercir com a secretari d'Estat sota el president John Tyler de 1844 a 1845, i en aquest paper va donar suport a l'annexió de Texas com a mitjà per estendre el poder dels esclaus i va ajudar a resoldre la disputa de la frontera d'Oregon amb Gran Bretanya. Calhoun va tornar al Senat, on es va oposar a la guerra entre Mèxic i Estats Units, a la Provisió de Wilmot i al Compromís de 1850 abans de morir de tuberculosi el 1850. Sovint va servir com a independent virtual que s'alineava de manera diferent segons els seus interessos, amb els demòcrates i els whigs.
Més tard en la vida, Calhoun es va fer conegut com l'"home de ferro colat" per la seva rígida defensa de les creences i pràctiques blanques del sud.  El seu concepte de republicanisme emfatitzava el pensament proesclavista i els drets dels estats minoritaris encarnats pel Sud. Posseïa desenes d'esclaus a Fort Hill, Carolina del Sud, i va afirmar que l'esclavitud, en lloc de ser un "mal necessari", era un "bé positiu" que beneficiava tant als esclaus com als esclavistes. Per protegir els drets de les minories contra el govern de la majoria, va demanar una majoria concurrent per la qual la minoria pogués bloquejar algunes propostes que considerés vulnerades les seves llibertats. Amb aquesta finalitat, Calhoun va donar suport als drets dels estats i a l'anul·lació, mitjançant la qual els estats podien declarar nules i sense efecte les lleis federals que consideraven inconstitucionals. Va ser un dels membres del "Gran Triumvirat" o el "Trío Immortal" de líders del Congrés, juntament amb els seus col·legues Daniel Webster i Henry Clay.

## Llegat

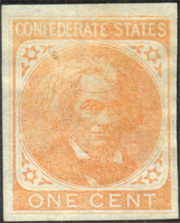
Segell de John C. Calhoun, número CSA de 1862, sense utilitzar

### Monuments i memorials

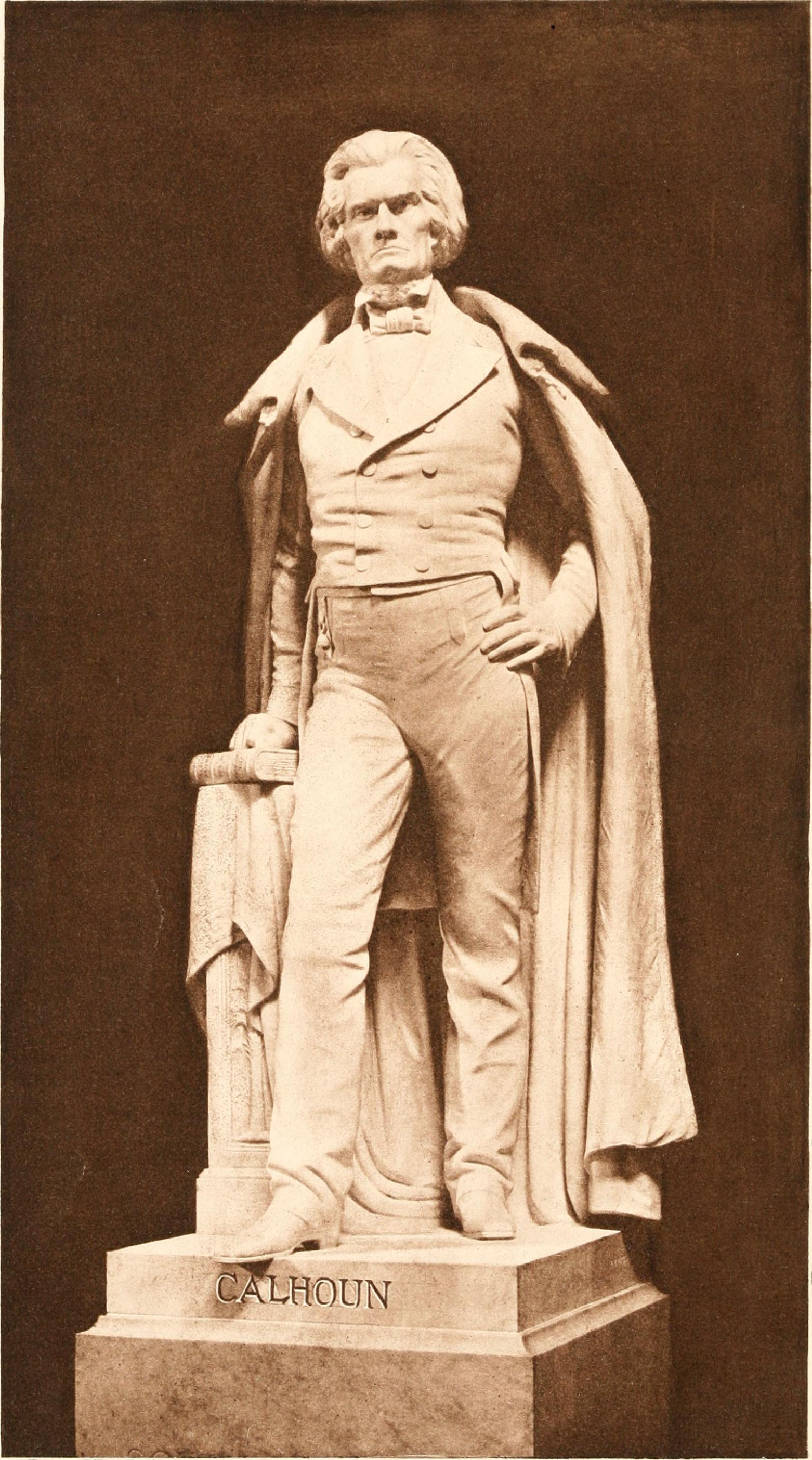
Estàtua de John C. Calhoun a la National Statuary Hall Collection al Capitoli dels Estats Units

Molts llocs, carrers i escoles diferents van rebre el nom de Calhoun. Alguns, com Springfield, Illinois (1832) i Jackson County, Kansas (1859), van ser rebatejats posteriorment. El "Trío Immortal" (Calhoun, Daniel Webster i Henry Clay) van ser commemorats amb carrers a Nova Orleans.
El juny de 2020, la Universitat de Clemson va eliminar el nom de John C. Calhoun de la Universitat de Clemson Calhoun Honors College, canviant-lo a Clemson University Honors College. Aquesta acció es va fer en resposta a una petició que va comptar amb el suport de les estrelles de la NFL DeAndre Hopkins i Deshaun Watson, que són antics alumnes de la Universitat de Clemson. Amb el teló de fons de les protestes de George Floyd, el president de la Universitat, Smyth McKissick, va dir que "hem de reconèixer que hi ha figures centrals en la història de Clemson els ideals, creences i accions de les quals no representen els valors bàsics de respecte i diversitat de la universitat".
El govern confederat va homenatjar Calhoun amb un segell de correus d'1 cèntim, que es va imprimir el 1862 però mai es va publicar oficialment.
El 1887, en plena època de Jim Crow, els segregacionistes blancs van erigir un monument a Calhoun a Marion Square a Charleston, Carolina del Sud; la base era de fàcil accés i la població negra local la va desfigurar. Finalment, va ser substituït el 1896 al damunt d'una base de columna a un total de 115 peus i tancat per dissuadir els atacants. Va continuar essent un objectiu de vandalisme. L'estàtua ha estat un tema de debat durant molt de temps. L'any 2017, l'ajuntament de Charleston va ajornar una proposta per posar una placa a l'estàtua que hauria indicat les seves opinions supremacistes blanques. Va ser el número 5 de la llista de 2018 del projecte Make It Right dels 10 monuments confederats que més gent volia eliminar. El projecte Make It Right va organitzar una protesta al monument el 16 de maig de 2019. El monument va ser retirat el 24 de juny de 2020, després d'un vot unànime de l'Ajuntament de Charleston per traslladar-lo.
El 1910, l'estat de Carolina del Sud va donar una estàtua de Calhoun a la National Statuary Hall Collection al Capitoli dels Estats Units. També al Capitoli, hi ha un bust de Calhoun de 1896 a la col·lecció de busts de la vicepresidència del Senat dels Estats Units, i és un dels antics "Cinc famosos" seleccionats originalment pel Senat el 1957 per ser honrat amb un retrat a la sala de recepció del Senat.
El 1817, els topògrafs enviats pel secretari de guerra Calhoun per cartografiar l'àrea al voltant de Fort Snelling van nomenar per ell el llac més gran del que esdevingué a Minneapolis, Minnesota. Dos segles més tard, la ciutat de Minneapolis va canviar el nom del llac amb el nom en llengua Dakota Bde Maka Ska, que significa "Llac de la Terra Blanca" o "Llac de White Banks". La banda comunitària de Calhoun-Isles al districte Uptown de Minneapolis va canviar el seu nom a City of Lakes Community Band el novembre de 2018, per distanciar-se del llegat pro-esclavitud de Calhoun, després del canvi de nom del llac. Calhoun Square i Calhoun Beach Club, tots dos a Minneapolis, van anunciar canvis de nom, i la carretera al voltant del llac va passar a anomenar-se Bde Maka Ska Parkway. El 2022, els consellers de la ciutat de Savannah, Geòrgia, van votar per unanimitat per eliminar el seu nom de la plaça Calhoun.

### Pel·lícules i televisió
Calhoun va ser interpretat per Arliss Howard a la pel·lícula Amistad de 1997. La pel·lícula descriu la polèmica i la batalla legal al voltant de l'estatus dels esclaus que el 1839 es van rebel·lar contra els seus transportistes al vaixell d'esclaus La Amistad.

### Reputació històrica
Calhoun va ser menyspreat per Jackson i els seus partidaris pels seus suposats intents de subvertir la unitat de la nació per al seu propi guany polític. Al seu llit de mort, Jackson va lamentar que no havia executat Calhoun per traïció. "El meu país", va declarar, "m'hauria sostingut en l'acte, i el seu destí hauria estat un avís perenne als traïdors". Fins i tot després de la seva mort, la reputació de Calhoun entre els jacksonians es va mantenir pobre. El van menysprear retratant-lo com un home assedegat de poder, que quan no va aconseguir-lo, va intentar enderrocar el seu país amb ell.
Escrivint més de trenta anys després de la mort de Calhoun, James G. Blaine el va retratar com una barreja d'integritat personal i ideologia equivocada.
Charles E. Merriam va dir que Calhoun hauria de ser un dels teòrics polítics més forts dels Estats Units de la primera meitat del segle XIX, amb un raonament agut i fort, però també estret.
Calhoun és sovint recordat per la seva defensa dels drets de les minories, en el context de la defensa dels interessos blancs del Sud de les amenaces percebudes del Nord, mitjançant l'ús de la "majoria concurrent". També és destacat i criticat per la seva forta defensa de l'esclavitud. Aquestes posicions van tenir un paper enorme a l'hora d'influir en els líders secessionistes del Sud enfortint la tendència del seccionisme, contribuint així a la Guerra Civil.
Calhoun ha estat considerat per alguns historiadors de la Causa Perduda de la Confederació, que tenen una visió romàntica de l'estil de vida del sud anterior a la guerra i la seva causa durant la Guerra Civil. Historiadors com Charles M. Wiltse i Margaret Coit, en els seus escrits, han retratat Calhoun com una figura simpàtica o heroica.
John Niven pinta un retrat de Calhoun que és alhora simpàtic i tràgic. Diu que l'ambició i els desitjos personals de Calhoun "sovint van ser frustrats per homes més petits que ell". Niven identifica a Calhoun com un "home impulsat i una figura tràgica". Argumenta que a Calhoun el va motivar el que hauria pogut ser el desastre de la guerra de 1812, de la qual va ser un "advocat irreflexiu", per treballar per lluitar per les llibertats i seguretats del poble blanc del sud contra qualsevol tipus d'amenaça. En definitiva, diu Niven, "compensaria en excés i, al final, més que cap altre individu destruiria la cultura que pretenia preservar, perpetuant durant diverses generacions la mateixa inseguretat que havia modelat la seva carrera pública".
El 1957, un comitè "especial" de cinc membres, liderat pel senador John F. Kennedy, va seleccionar Calhoun com un dels cinc senadors per entrar al "saló de la fama" del panteó senatorial recentment creat. Aquest "saló de la fama" es va establir per omplir cinc espais de retrats vacants a la sala de recepció del Senat.
Recentment, la reputació de Calhoun ha patit especialment a causa de la seva defensa de l'esclavitud. El tiroteig de l'església de Charleston per motius racials a Carolina del Sud el juny de 2015 va revitalitzar les demandes per a l'eliminació de monuments dedicats a figures destacades de l'esclavitud i dels Estats Confederats. Aquell mes, el monument a Calhoun a Charleston va ser trobat vandalitzat, amb denúncies pintades amb aerosol de Calhoun com a racista i defensor de l'esclavitud. Més tard, el 2020, durant les protestes de George Floyd a Carolina del Sud, el monument va ser vandalitzat amb rètols i pintura en aerosol, amb crides del públic que demanaven la seva retirada, fet que va fer que la ciutat de Charleston aixequés una tanca de cadena al voltant de l'estàtua per evitar el públic d'accedir-hi, abans d'anunciar el 23 de juny de 2020, que l'estàtua seria retirada.
En resposta a dècades de sol·licituds, el president de la Universitat Yale, Peter Salovey, va anunciar el 2017 que el Calhoun College de la universitat seria rebatejat per honorar a Grace Hopper, una programadora informàtica pionera, matemàtica i contraalmirall de la Marina que es va graduar a Yale. Calhoun es commemora en altres llocs del campus, inclòs l'exterior de la Harkness Tower, una fita destacada del campus, com un dels "Vuit Worthies" de Yale.